# Добрин, Николае
Никола́е Добри́н (рум. Nicolae Dobrin; 26 августа 1947, Питешти, Королевство Румыния — 26 октября 2007, Питешти, Румыния) — румынский футболист, полузащитник. После окончания футбольной карьеры занимался тренерской деятельностью. В Питешти в его честь назван стадион.

## Смерть
Добрин умер 26 октября 2007 года в реанимационном отделении окружной больницы города Питешти. Это произошло в результате полиорганной недостаточности, в свою очередь вызванной раком лёгких. 29 октября 2007 года в его похоронах, состоявшихся в соборе Св. Георгия и на Военном кладбище Св. Георгия, приняли участие более 5000 человек (в том числе Николае Дикэ и Адриан Няга из «Стяуа», и Дэнуц Коман из бухарестского «Рапида», тренировавшихся под руководством Добрина в годы их молодости).

## Достижения

### Командные
- Чемпион Румынии (2): 1971/72, 1978/79

### Личные
- Футболист года в Румынии (3): 1966, 1967, 1971
- Кавалер ордена «За верную службу» (2007 год, посмертно, Румыния)[3]